# سلیمان کیتا
سلیمان کیتا (انگلیسی: Souleymane Keïta؛ زادهٔ ۲۴ نوامبر ۱۹۸۶) بازیکن فوتبال اهل مالی بود.
از باشگاه‌هایی که در آن بازی کرده است می‌توان به باشگاه فوتبال آژاکسیو، باشگاه ورزشی الخریطیات، باشگاه فوتبال وفاق سطیف، باشگاه فوتبال سیواس‌اسپور، باشگاه فوتبال الجزیره، باشگاه ورزشی جولیبا، و باشگاه ورزشی العربی قطر اشاره کرد.
وی همچنین در تیم ملی فوتبال مالی بازی کرده است.